# Marssonina dispersa
Marssonina dispersa är en svampart som beskrevs av Nannf. 1931. Marssonina dispersa ingår i släktet Marssonina och familjen Dermateaceae.   Inga underarter finns listade i Catalogue of Life.